# Kudurekonda, Honnali
Kudurekonda là một làng thuộc tehsil Honnali, huyện Davanagere, bang Karnataka, Ấn Độ.